# Pierre Joseph Antoine Beauperrey
Pierre Joseph Antoine Beauperrey, né le 13 octobre 1745, mort le 7 juin 1794, est un homme politique français, député aux États généraux de 1789 puis à l'Assemblée constituante.

## Biographie
Fils de Joseph-Pierre Beauperrey et de Marie-Anne Bizet, Pierre Joseph Antoine Beauperrey, est né à La Chapelle-Montgenouil en Normandie le 13 octobre 1745. Il sera prénommé Pierre Jean Antoine dans des sources plus tardives,.
Il est laboureur à La Chapelle-Montgenouil, où il est également marchand de chevaux. Le 27 mars 1789, il est élu député aux États généraux, par le bailliage d'Évreux.
Aux États généraux, il siège au Tiers état, sans se faire spécialement remarquer. Il répond à l'appel général, le 12 juin, et signe le serment du Jeu de paume, le 20 juin. 
À l'Assemblée nationale constituante, il siège d'abord avec la majorité. Le Dictionnaire des parlementaires affirme qu'il n'intervient pas à la tribune, le Moniteur universel ne l'évoquant pas. C'est pourtant lui qui demande, le 28 septembre 1789 que soit décrétée l'abolition des droits de franc-fief, résolution votée le jour même. Pendant les débats, il réside rue des Chantiers à Versailles, puis à l'hôtel de Bouillon à Paris. Membre du Club des Feuillants, il siège jusqu'à la fin de session de la Constituante, le 30 septembre 1791,.
Il meurt à La Chapelle-Montgenouil le 7 juin 1794.